# Championnat d'Islande de football 1948
Navigation
Saison précédente Saison suivante
La saison 1948 du Championnat d'Islande de football était la 37e édition de la première division islandaise.
Le KR Reykjavik remporte la compétition et conserve son titre cette saison. C'est le 13e titre de champion du club. Le champion sortant, Fram Reykjavik, finit 4e et dernier du classement. IA Akranes s'est engagé dans la compétition mais a déclaré forfait après deux matchs (et deux défaites), ses résultats ont été annulés.

## Les 4 clubs participants
- KR Reykjavik
- Fram Reykjavik
- Valur Reykjavik
- Vikingur Reykjavik

## Compétition

### Classement
Le barème de points servant à établir le classement se décompose ainsi :
- Victoire : 2 points
- Match nul : 1 point
- Défaite : 0 point

| Rang | Équipe             | Pts | J | G | N | P | Bp | Bc | Diff |
| ---- | ------------------ | --- | - | - | - | - | -- | -- | ---- |
| 1    | KR Reykjavik       | 5   | 3 | 2 | 1 | 0 | 7  | 1  | +6   |
| 2    | Vikingur Reykjavik | 4   | 3 | 1 | 2 | 0 | 5  | 4  | +1   |
| 3    | Valur Reykjavik    | 2   | 3 | 1 | 0 | 2 | 5  | 9  | -4   |
| 4    | Fram Reykjavik T   | 1   | 3 | 0 | 1 | 2 | 3  | 6  | -3   |
| -    | IA Akranes forfait |     |   |   |   |   |    |    |      |

|  | Champion d'Islande 1948 |

### Matchs
Tous les matchs se sont disputés au stade de Melavöllur à Reykjavik.
| Résultats (▼dom., ►ext.)                                   | Fra | KR  | Val | Vik |
| Fram Reykjavik                                             |     | 0-2 | 2-3 | 1-1 |
| KR Reykjavik                                               |     |     | 4-0 | 1-1 |
| Valur Reykjavík                                            |     |     |     | 2-3 |
| Vikingur Reykjavik                                         |     |     |     |     |
| - Victoire à domicile - Match nul - Victoire à l'extérieur |     |     |     |     |

## Bilan de la saison
| Tableau d'Honneur                 |              |
| Compétition                       | Vainqueur    |
| Championnat d'Islande de football | KR Reykjavik |